# Promynoglenes grandis
Promynoglenes grandis är en spindelart som beskrevs av A. David Blest 1979. Promynoglenes grandis ingår i släktet Promynoglenes och familjen täckvävarspindlar. Inga underarter finns listade i Catalogue of Life.